# Aéroport de Sovetski
L'aéroport de Sovetsky Tioumenskaïa (code IATA : OVS • code OACI : USHS) est un aéroport Russe situé à 4 kilomètres au sud de la ville de Sovetski.

## Compagnies aériennes et destinations
| Compagnies            | Destinations |
| --------------------- | --- |
| Gazpromavia           | Anapa, Béloïarsk (en), Krasnodar-Pashkovsky, Moscou-Vnoukovo, Nadim (en), Sotchi-Adler, Iékaterinbourg-Koltsovo |
| Orenburzhye           | Khanty-Mansiïsk (en), Iékaterinbourg-Koltsovo                                                                   |
| Severstal Air Company | Saint-Pétersbourg-Poulkovo                                                                                      |
| Utair                 | Béloïarsk (en), Tioumen-Roshchino                                                                               |
| Yamal Airlines        | Moscou-Domodédovo, Iékaterinbourg-Koltsovo                                                                      |

Édité le 08/03/2018